# Ah ! Jeunesse
Ah ! Jeunesse (titre original : Youth) est une nouvelle de science-fiction d’Isaac Asimov publiée pour la première fois en mai 1952 dans Space Science Fiction. Elle a été publiée en France dans le recueil de nouvelles La Voie martienne en 1978.

## Résumé
Dans un domaine isolé, un Industriel et un Astronome attendent en secret un grand événement : l'arrivée d'un vaisseau spatial. Ils espèrent que ses occupants pourront insuffler une vie nouvelle à leur civilisation, démoralisée par une guerre atomique. Mais le navire ne donne aucun signe de vie...
Pendant ce temps, deux jeunes garçons, Moustique et Carotte, font une découverte follement excitante : deux petits animaux inconnus qui, peut-être, leur permettront de réaliser leur rêve - intégrer un cirque. S'ils peuvent les garder en vie et ne pas se faire prendre, à eux l'aventure !
En réalité, les "animaux" sont un Marchand et un Explorateur - seuls survivants du crash du vaisseau spatial. Lorsque les adultes découvrent la vérité, le lecteur découvre lui aussi que la planète où se déroule l'action n'est pas la Terre, et que les héros sont en fait des extraterrestres gigantesques et tentaculaires... mais si humains.
L'histoire porte donc sur ce qui fait réellement l'humanité - l'espoir ; les émotions ; et le respect de la vie (les enfants veulent sincèrement du bien à leurs « protégés », qui pour leur part s'interdisent d'utiliser leurs armes pour se libérer).

## Personnages par ordre d'apparition
- Moustique et Carotte. On ignore leurs vrais noms, c'est Carotte qui a trouvé les surnoms.
- L'Astronome, père de Moustique
- L'Industriel, père de Carotte
- La femme de l'Industriel
- L'Explorateur et le Marchand. L'Explorateur vient d'Arcturus ; ils sont télépathes.